# Mathieu Billot
Pour les articles homonymes, voir Billot.
Mathieu Billot est un cavalier de saut d'obstacles français, né le 22 décembre 1985 à Deauville.

## Biographie
Mathieu Billot est le fils de Jean-Michel Billot, cavalier professionnel. Après avoir remporté plusieurs victoires sur le circuit jeunes, il devient en 2002 champion d’Europe juniors avec Eagle du Bobois. En 2014, il intègre l'équipe de France. Lors de sa première Coupe des nations en 2018, l'équipe se classe deuxième de la finale de Barcelone.
Il participe aux Jeux olympiques d'été de 2020 à Tokyo ; il termine 43e des qualifications en saut d'obstacles individuel et huitième de la finale de saut d'obstacles par équipe.